# Domingo Bárcenas González
Domingo Bárcenas González (geboren am 18. März 1927 in Salamanca; gestorben am 15. März 2000 in Cercedilla) war ein spanischer Handballspieler, Basketballspieler, Handballtrainer und Handballfunktionär.
Bárcenas' Familie zog 1936 nach Madrid, wo Domingo Bárcenas die Grundschule beendete und dann zunächst in der Wirtschaft der Eltern, später bei einer Gewerkschaft und schließlich in der Firma Transfesa arbeitete. Dort lernte er Anselmo López kennen, der ihn zum Basketballsport brachte. Bárcenas spielte bei den Vereinen América, SEU sowie, von 1950 bis 1952, bei Real Madrid. Mit der spanischen Basketballnationalmannschaft nahm er 1950 an der ersten Weltmeisterschaft teil. Er war bis 1957 als Trainer bei Standard de Madrid aktiv.
Ab 1948 hatte er Handball – zunächst noch Feldhandball, dann Hallenhandball – bei BM Atlético de Madrid gespielt. Mit diesem Verein wurde er spanischer Meister. Er wurde auch in die spanische Handballnationalmannschaft berufen.
Im Jahr 1957 machte ihn Alberto de San Román y de la Fuente, Präsident des spanischen Handballverbands, zum Direktor der gerade gegründeten Trainerschule. Im Jahr darauf wurde er Nationaltrainer Spaniens; in dieser Funktion war er bis 1973 aktiv. Ab 1960 trainierte er das Team von BM Atlético de Madrid, mit dem er in den Jahren 1962, 1963, 1964 und 1965 die spanische Meisterschaft gewann. Zwischen 1958 und 1981 trainierte er spanische Nationalmannschaften der Männer, Frauen und Junioren. Mit ihm als Trainer nahm Spanien im Jahr 1972 in München erstmals an einem Olympischen Handballwettbewerb teil, gewann die B-Weltmeisterschaft 1979 und wurde im Jahr 1980 Fünfter bei den Olympischen Spielen in Moskau. Er trainierte später noch den Verein Club Deportivo Cajamadrid.
José María Cagigal ernannte ihn im Jahr 1967 zum Professor am Instituto Nacional de Educación Física (INEF), diese Lehrtätigkeit übte er bis 1987 aus. Ab 1987 war Bárcenas dort als Generalsekretär tätig. Im Dezember 1992 wurde Domingo Bárcenas zum Präsidenten der Real Federación Española de Balonmano gewählt; bis 1996 war er ehrenamtlich in dieser Funktion tätig.
Domingo Bárcenas starb im März 2000 nach einer Krankheit. Er war verheiratet.
Ihm zu Ehren wird das Torneo Internacional de España auch Trofeo Memorial Domingo Bárcenas bezeichnet.

## Werke
- mit G. López Cuadra und L. Hernández del Pozo: Balonmano en sala. Técnica, Táctica y Preparación Física, Madrid, 1960
- Balonmano, curso de especialización, Madrid, 1973
- Técnica (Texto oficial de la Escuela Nacional de Entrenadores), Madrid, 1976
- Los XXI Juegos Olímpicos, Montreal, 1976 (Comunicación Técnica), Madrid, 1976
- Táctica individual ofensiva del jugador de campo, Madrid, 1981
- Táctica colectiva ofensiva, Madrid, 1981
- mit Juan de Dios Román: Balonmano, Técnica y Metodología, Madrid, 1991